# Liste der Biografien/Alo
Liste der Biografien |
Portal Biografien |
Personensuche
# |
A |
B |
C |
D |
E |
F |
G |
H |
I |
J |
K |
L |
M |
N |
O |
P |
Q |
R |
S |
T |
U |
V |
W |
X |
Y |
Z |
?
 
Aa |
Ab |
Ac |
Ad |
Ae |
Af |
Ag |
Ah |
Ai |
Aj |
Ak |
Al |
Am |
An |
Ao |
Ap |
Aq |
Ar |
As |
At |
Au |
Av |
Aw |
Ax |
Ay |
Az
 
Ala |
Alb |
Alc |
Ald |
Ale |
Alf |
Alg |
Alh |
Ali |
Alj |
Alk |
All |
Alm |
Aln |
Alo |
Alp |
Alq |
Alr |
Als |
Alt |
Alu |
Alv |
Alw |
Alx |
Aly |
Alz
Die Liste der Biografien führt alle Personen auf, die in der deutschsprachigen Wikipedia einen Artikel haben. Dieses ist eine Teilliste mit 178 Einträgen von Personen, deren Namen mit den Buchstaben „Alo“ beginnt.

## Alo
- Alo, Patricio Hacbang (1939–2021), philippinischer Geistlicher, römisch-katholischer Bischof von Mati
- Alo, Vincent (1904–2001), US-amerikanischer Mobster

### Aloa
- Aloara († 992), langobardische Regentin

### Aloc
- Alocén, Carlos (* 2000), spanischer Basketballspieler
- Alocén, Lorenzo (1937–2022), spanischer Basketballspieler

### Aloe
- Aloë, Carlo (1939–2023), Schweizer Maler und Grafiker
- Aloe, Kevin (* 1995), estnischer Fußballspieler

### Alof
- Alof de Wignacourt (1547–1622), Großmeister des Malteserordens

### Alog
- Alogbo, Krystina (* 1986), kanadische Wasserballspielerin
- Alogoskoufis, Georgios (* 1955), griechischer Ökonom und Politiker

### Aloi
- Aloi de Montbrai, katalanischer Bildhauer
- Aloi, Vincenzo (* 1923), US-amerikanischer Mobster
- Aloigny, Henri Louis d’ (1626–1676), französischer Aristokrat und Militär, Marschall von Frankreich
- Alois I. (1759–1805), regierender Fürst von Liechtenstein (1781–1805)
- Alois II. (1796–1858), Fürst von Liechtenstein
- Alois von und zu Liechtenstein (* 1968), Liechtensteiner Erbnachfolger des Fürsten Hans Adam II.Alois von und zu Liechtenstein (* 1968)

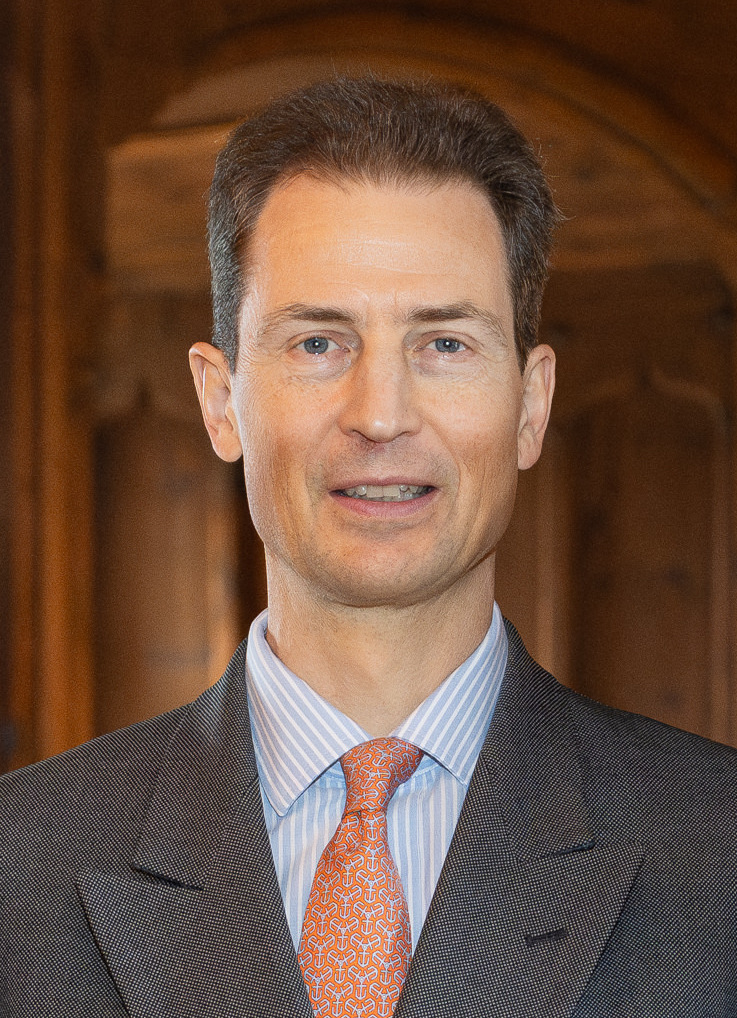
Alois von und zu Liechtenstein (* 1968)

- Alois, Gian Francesco († 1564), italienischer Adliger und Schriftsteller
- Aloise, Maurizio (* 1969), italienischer Geistlicher, römisch-katholischer Erzbischof von Rossano-Cariati
- Aloisi Masella, Benedetto (1879–1970), italienischer Geistlicher, Diplomat und Kardinal der römisch-katholischen Kirche
- Aloisi Masella, Gaetano (1826–1902), italienischer Geistlicher, Kardinal
- Aloisi, Irene (1925–1980), italienische Schauspielerin
- Aloïsi, Jean-Pierre (1913–1971), französischer römisch-katholischer Geistlicher, Widerstandskämpfer und Verfolgter des Nationalsozialismus
- Aloisi, John (* 1976), australischer Fußballspieler und -trainer
- Aloisi, Pompeo (1875–1949), italienischer Diplomat
- Aloisio der Neue, italienischer Bauschaffender in Moskau
- Aloisio, Andrea (* 1992), Schweizer Wasserspringer

### Aloj
- Alojan, Michail Surenowitsch (* 1988), russischer Boxer

### Alok
- Alok (* 1991), brasilianischer DJ und MusikproduzentAlok (* 1991)

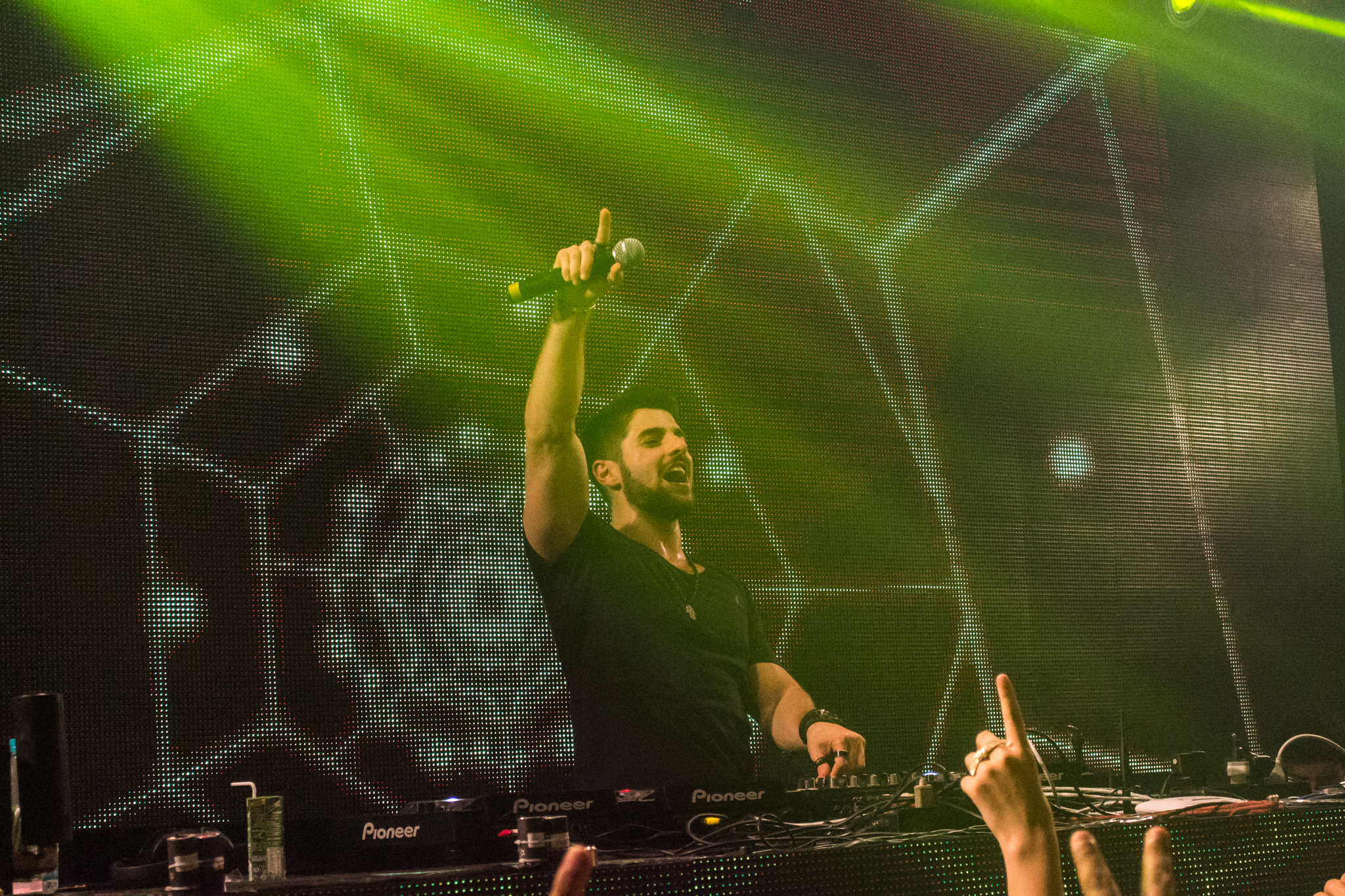
Alok (* 1991)

- Alok Kanojia (* 1982), US-amerikanischer Psychiater und Webvideoproduzent

### Alom
- Alomar, Francisco (1928–1955), spanischer Radrennfahrer
- Alomar, Jaime (* 1937), spanischer Radrennfahrer
- Alomerović, Zlatan (* 1991), deutsch-serbischer Fußballtorhüter
- Alomía Robles, Daniel (1871–1942), peruanischer Musikwissenschaftler und Komponist von Opern und Zarzuelas
- Alomis, Sonia (1896–1976), polnisch-amerikanische Theaterschauspielerin

### Alon
- Alon, Dan (1945–2018), israelischer Ingenieur und Florettfechter
- Alon, Eli (* 1945), israelischer Anästhesiologe
- Alon, Gedaliah (1901–1950), israelischer Historiker
- Alon, Nir (* 1964), israelischer Bildhauer und Installationskünstler
- Alon, Noga (* 1956), israelischer Mathematiker (Kombinatorik) und Informatiker
- Alon, Roy (1942–2006), britischer Stuntman und Schauspieler
- Alon, Uri (* 1969), israelischer Physiker und Systembiologe
- Aloneftis, Andreas (* 1945), zyprischer Politiker und Manager
- Aloneftis, Efstathios (* 1983), zyprischer Fußballspieler
- Alonen, Viktor (* 1969), estnischer Fußballspieler und -trainer
- Alonge, Francis Folorunsho Clement (* 1935), nigerianischer Geistlicher, emeritierter Bischof von Ondo
- Alonge, Jarrod (* 1993), US-amerikanischer Webvideoproduzent und Komiker
- Alongi, Umberto (* 1976), italienischer und Schweizer Popsänger und Songwriter
- Alongkorn Prathumwong (* 1986), thailändischer Fußballspieler
- Alongkorn Sitthichai (* 1997), thailändischer Fußballspieler
- Aloni, Jenny (1917–1993), deutsch-israelische Schriftstellerin
- Aloni, Michael (* 1984), israelischer Schauspieler, Regisseur, Autor und FernsehmoderatorMichael Aloni (* 1984)

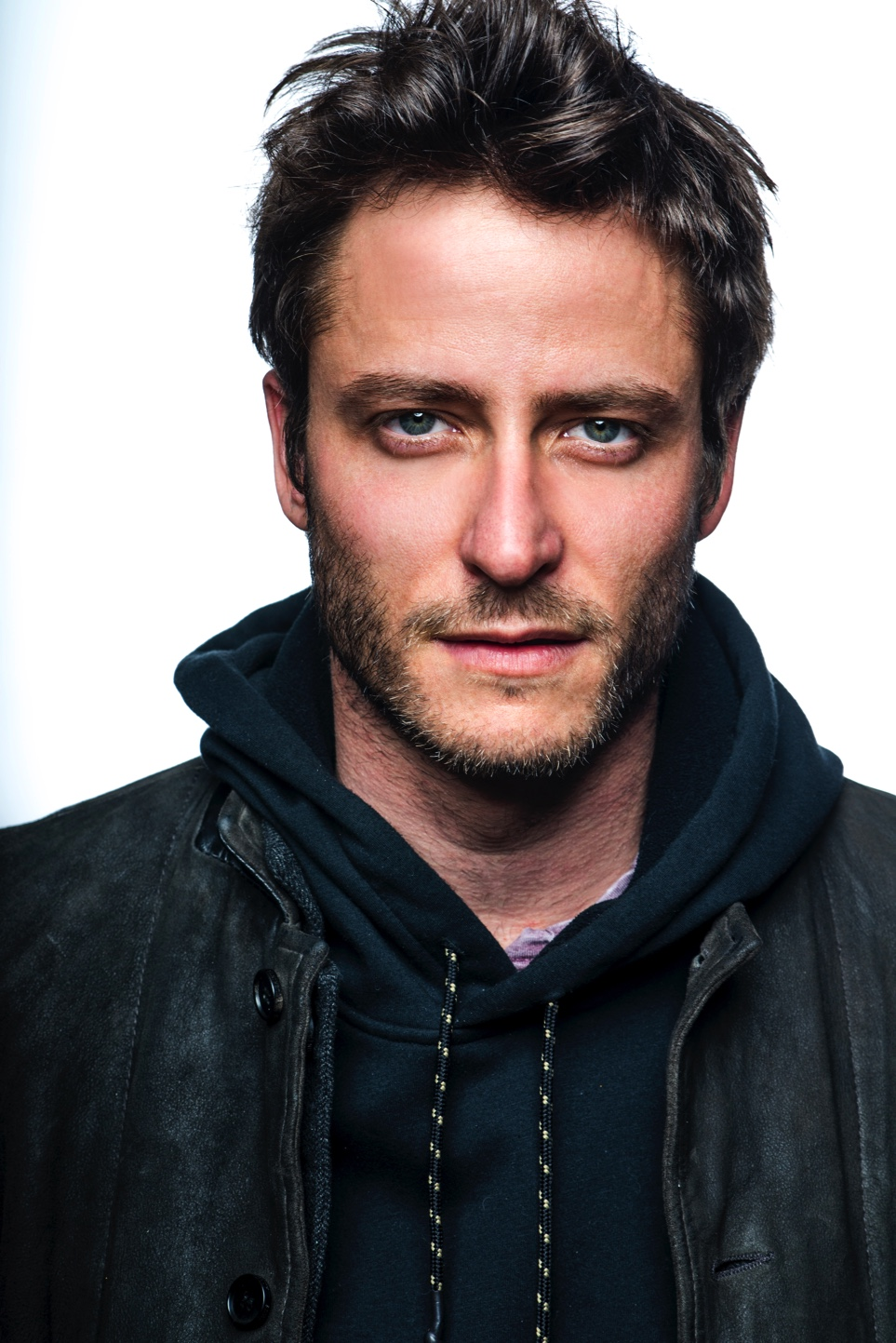
Michael Aloni (* 1984)

- Aloni, Nissim (1926–1998), israelischer Dramaturg
- Aloni, Schulamit (1927–2014), israelische Rechtsanwältin, Menschenrechtspolitikerin, Schriftstellerin
- Alons, Cor (1892–1967), niederländischer Innenarchitekt und Produktdesigner
- Alonso Aparicio, Gregório (1894–1982), spanischer Ordensgeistlicher, römisch-katholischer Prälat von Marajó
- Alonso Aradas, Camila (* 1994), spanische Triathletin
- Alonso Larrazábal, Emilio (1912–1989), spanischer Fußballspieler
- Alonso Leguísamo, Justo (1912–1997), uruguayischer Politiker
- Alonso Martínez, Manuel (1827–1891), spanischer Politiker und Minister
- Alonso Núñez, Abel (1921–2003), spanischer Geistlicher, römisch-katholischer Bischof von Campo Maior
- Alonso Padín, Laura (* 1976), spanische Opernsängerin (Sopran)
- Alonso Pría, Manuel, mexikanischer Fußballspieler
- Alonso Río, Emilio (* 1948), spanischer Handballspieler und -trainer
- Alonso Schökel, Luis (1920–1998), spanischer Bibelwissenschaftler
- Alonso Suárez, José Antonio (1960–2017), spanischer Politiker
- Alonso y Nistal, Benvenuto Diego (1871–1938), spanischer römisch-katholischer Ordensgeistlicher, Apostolischer Vikar von Caroní
- Alonso y sus Kini Kini, Pachito (* 1955), kubanischer Salsamusiker
- Alonso, Agostina (* 1995), argentinische Hockeyspielerin
- Alonso, Alejandro (* 1982), argentinischer Fußballspieler
- Alonso, Alicia (1920–2019), kubanische Primaballerina, Ballettdirektorin und Choreografin
- Alonso, Álvaro (* 1984), uruguayischer Fußballspieler
- Alonso, Amado (1896–1952), spanischer Sprachwissenschaftler und Hispanist, der in Argentinien und in den Vereinigten Staaten lehrte
- Alonso, Ana Isabel (* 1963), spanische Langstreckenläuferin
- Alonso, Carlos Manuel (* 1978), angolanischer Fußballspieler
- Alonso, Carol (* 1941), kanadisch-amerikanische Physikerin und Dressurreiterin
- Alonso, Chelo (1933–2019), kubanische Tänzerin und Schauspielerin
- Alonso, Clara (* 1987), spanisches Model
- Alonso, Dámaso (1898–1990), spanischer Dichter, Romanist und Hispanist
- Alonso, Daniella (* 1978), US-amerikanische Schauspielerin und ModelDaniella Alonso (* 1978)

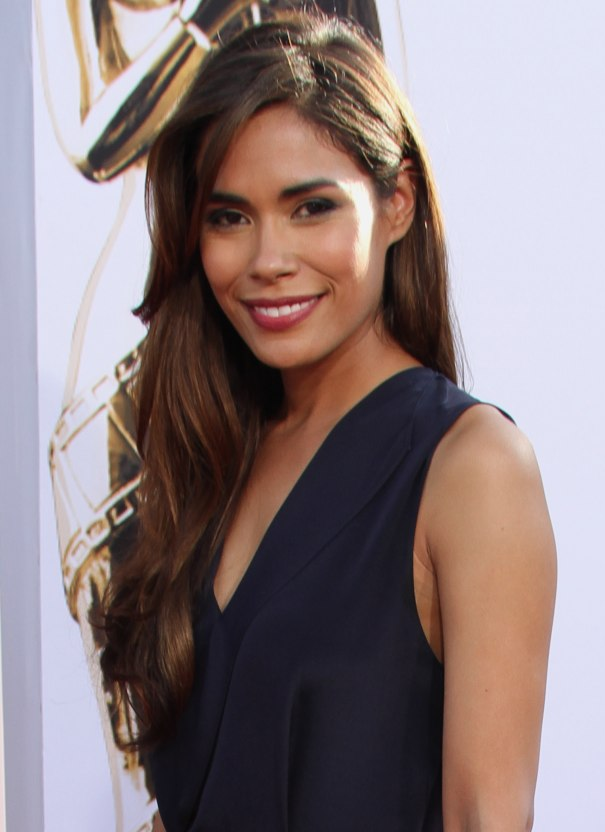
Daniella Alonso (* 1978)

- Alonso, David (* 2006), kolumbianischer Motorradrennfahrer
- Alonso, Diego (* 1975), uruguayischer Fußballspieler und -trainer
- Alonso, Donato, mexikanischer Fußballspieler
- Alonso, Dora (1910–2001), kubanische Journalistin und Schriftstellerin
- Alonso, Eduardo (* 1947), spanischer Bauingenieur mit Schwerpunkt Geotechnik
- Alonso, Eduardo (* 1963), kubanischer Radrennfahrer
- Alonso, Ernesto (1917–2007), mexikanischer Schauspieler, Fernsehregisseur und -produzent
- Alonso, Federico (* 1991), uruguayischer Fußballspieler
- Alonso, Fernando (* 1956), spanischer Luftfahrtingenieur und Leiter der Sparte Militärflugzeuge der Airbus Defence and Space
- Alonso, Fernando (* 1981), spanischer AutomobilrennfahrerFernando Alonso (* 1981)

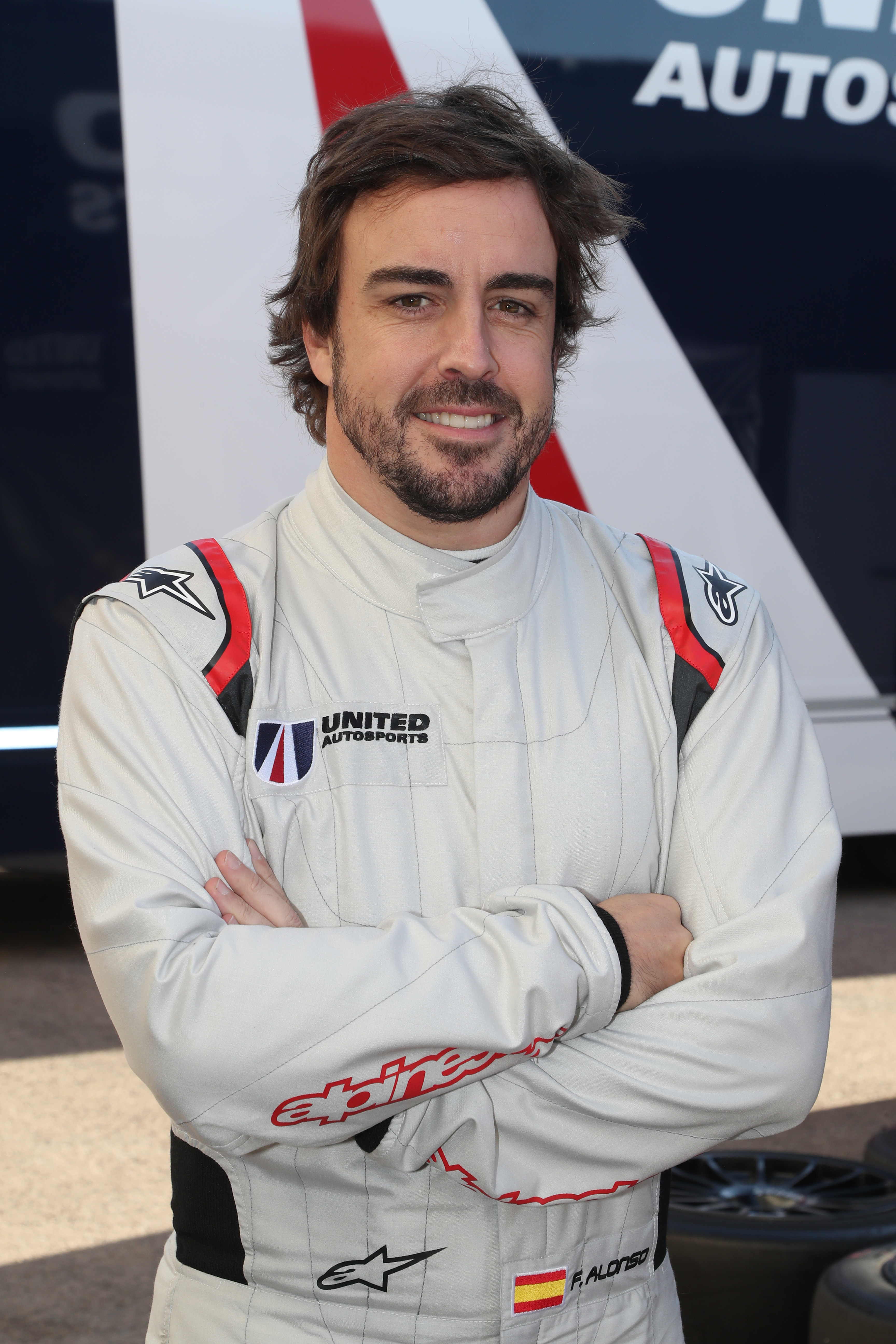
Fernando Alonso (* 1981)

- Alonso, Francisco (1887–1948), spanischer Komponist
- Alonso, Gabriel (1923–1996), spanischer Fußballspieler
- Alonso, Hernando († 1528), marranischer Entdecker, gilt als erstes Opfer der Inquisition Nordamerikas
- Alonso, Iván (* 1979), uruguayischer Fußballspieler
- Alonso, Jessica (* 1983), spanische Handballspielerin
- Alonso, Jonathan (* 1990), spanischer Boxsportler (Halbweltergewicht)
- Alonso, José (* 1957), spanischer Sprinter, Hürdenläufer und Sportmanager
- Alonso, José Luis (* 1969), spanischer Rechtswissenschaftler
- Alonso, José Luis (* 1976), spanischer Eishockeytorwart
- Alonso, José María (1890–1979), spanischer Tennisspieler
- Alonso, Juan (1927–1994), spanischer Fußballtorhüter
- Alonso, Julián (* 1977), spanischer Tennisspieler
- Alonso, Julius García (1905–1988), US-amerikanischer Fußballspieler, -trainer, -schiedsrichter und -funktionär
- Alonso, Júnior (* 1993), paraguayischer Fußballspieler
- Alonso, Kiko (* 1990), US-amerikanischer American-Football-Spieler
- Alonso, Laz (* 1974), US-amerikanischer Schauspieler
- Alonso, Liranyi (* 2005), dominikanische Sprinterin
- Alonso, Luis Enrique (* 1958), spanischer Soziologe
- Alonso, Luis Ricardo (1929–2015), kubanischer Schriftsteller
- Alonso, Manuel (1895–1984), spanischer Tennisspieler
- Alonso, Marcos (1959–2023), spanischer Fußballspieler
- Alonso, Marcos (* 1990), spanischer Fußballspieler
- Alonso, María Clara (* 1990), argentinische Schauspielerin, Sängerin, Moderatorin, Tänzerin und Model
- Alonso, María Conchita (* 1957), US-amerikanische Schauspielerin und SängerinMaría Conchita Alonso (* 1957)

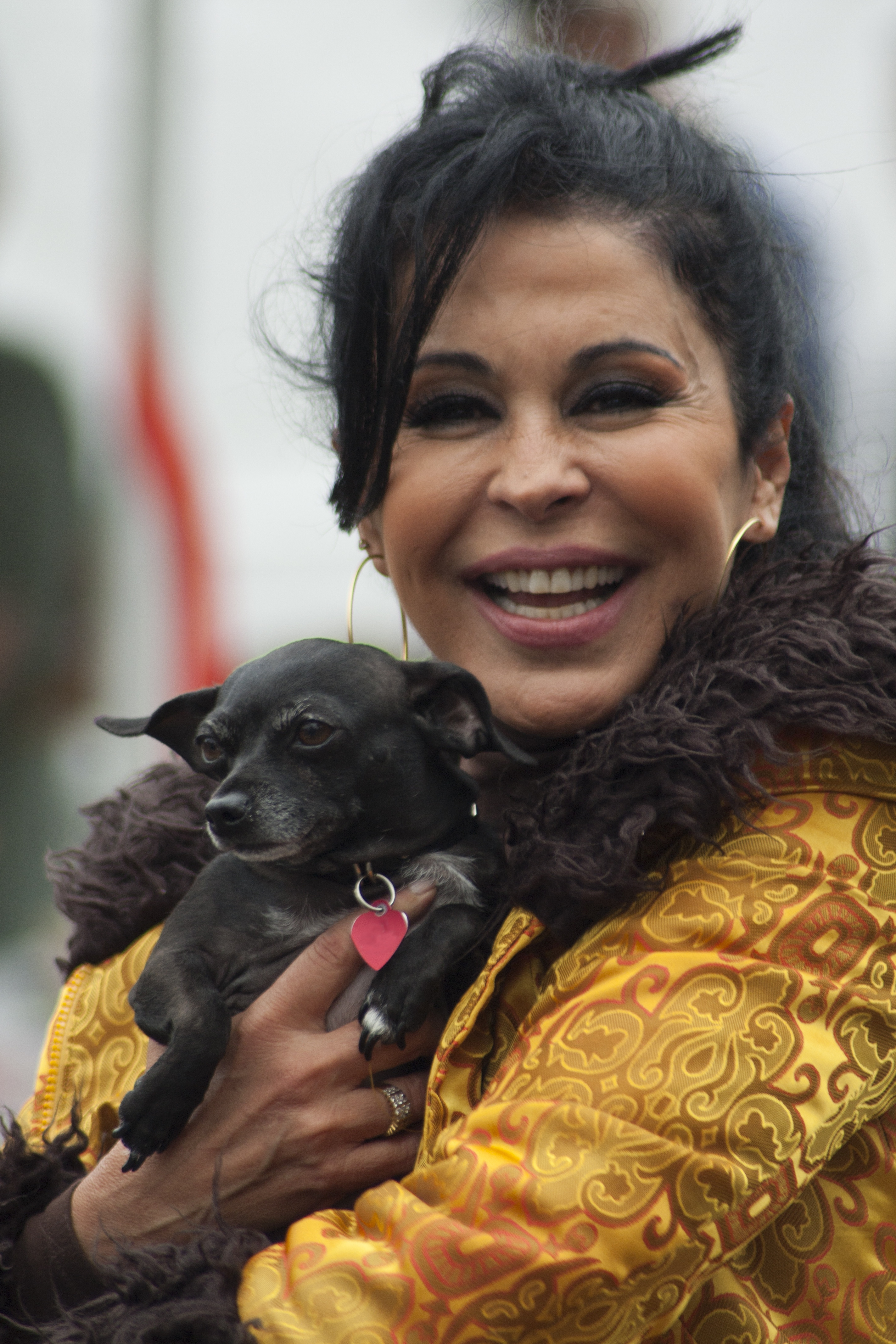
María Conchita Alonso (* 1957)

- Alonso, Mariano Roque (1792–1853), Konsul von Paraguay (1841–1844)
- Alonso, Marino (* 1965), spanischer Radrennfahrer
- Alonso, Martha Érika (1973–2018), mexikanische Politikerin der Partido Acción Nacional und Gouverneurin
- Alonso, Matías (* 1985), uruguayischer Fußballspieler
- Alonso, Mauricio (* 1994), uruguayischer Fußballspieler
- Alonso, Mikel (* 1980), spanischer Fußballspieler
- Alonso, Norberto (* 1953), argentinischer Fußballspieler
- Alonso, Odón (1925–2011), spanischer Dirigent und Filmkomponist
- Alonso, Oscar (1912–1980), argentinischer Tangosänger und Schauspieler
- Alonso, Osvaldo (* 1985), kubanischer Fußballspieler
- Alonso, Pedro (* 1971), spanischer SchauspielerPedro Alonso (* 1971)

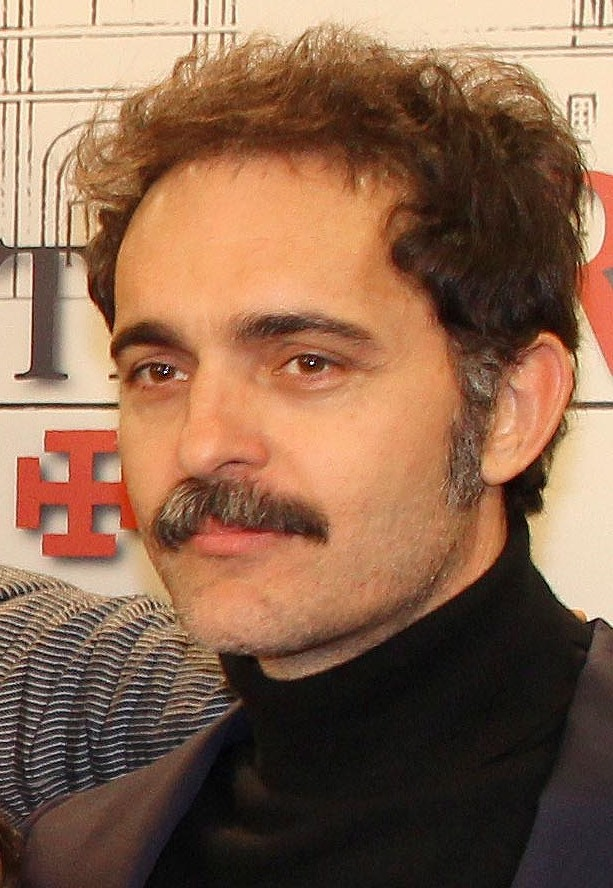
Pedro Alonso (* 1971)

- Alonso, Pedro L. (* 1959), spanischer Mediziner und Malaria-Forscher
- Alonso, Pete (* 1994), US-amerikanischer Baseballspieler
- Alonso, Raúl (* 1979), spanischer Handballspieler und -trainer
- Alonso, Rodolfo (1934–2021), argentinischer Dichter, Übersetzer, Essayist und Herausgeber
- Alonso, Rodrigo (* 1982), argentinischer Fußballspieler
- Alonso, Salvador (* 1974), argentinischer Schachspieler
- Alonso, Sandra (* 1998), spanische Radrennfahrerin
- Alonso, Sofía (* 1992), guatemaltekische Leichtathletin
- Alonso, Triana (* 1998), peruanische Leichtathletin
- Alonso, Víctor (1915–1977), chilenischer Fußballspieler
- Alonso, William (1933–1999), amerikanischer Ökonom
- Alonso, Xabi (* 1981), spanischer Fußballspieler und -trainerXabi Alonso (* 1981)

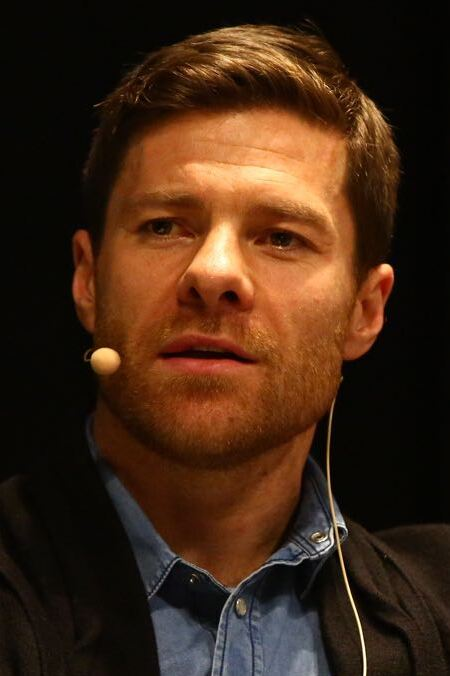
Xabi Alonso (* 1981)

- Alonso-Crespo, Eduardo (* 1956), argentinischer Komponist und Dirigent
- Alonto, Domocao (1914–2002), philippinischer Politiker
- Alony, Efrat (* 1975), israelische Sängerin
- Alonzo (* 1982), französischer Rapper
- Alonzo Lima, Alfonso, guatemaltekisch Politiker, Außenminister
- Alonzo Romero, Miguel (1887–1964), mexikanischer Botschafter
- Alonzo, Anne-Marie (1951–2005), kanadische Autorin
- Alonzo, Dominique, französische Bildhauerin des Art déco
- Alonzo, Jérôme (* 1972), französischer Fußballtorhüter
- Alonzo, Jessie Mae (* 2003), britische Schauspielerin und Webvideoproduzentin
- Alonzo, John A. (1934–2001), US-amerikanischer Kameramann
- Alonzo, Juan (* 1911), kubanischer Fußballspieler
- Alonzo, Richard, US-amerikanischer Maskenbildner

### Aloo
- Alo'o Efoulou, Paul (* 1983), kamerunischer Fußballspieler
- Alooma, Idris, Mai (Herrscher) des Bornu-Reiches

### Alop
- Alopaeus, Dawid Maximowitsch (1769–1831), russischer Diplomat
- Alopaeus, Fredrik (1810–1862), finnisch-russischer Generalmajor der Kaiserlich Russischen Armee, Bürgermeister von Odessa
- Alopecius, Hero, deutscher Buchdrucker
- Alopen, gilt als erster christlicher Missionar in China
- Alopeus, Maximilian von (1748–1822), russischer Diplomat
- Alophe, Marie-Alexandre (1812–1883), französischer Fotograf, Lithograf
- Alopina, Xenija Alexejewna (* 1992), russische Skirennläuferin

### Alor
- Alores, Alessandra (* 1984), ukrainisch-deutsches Fotomodell und Schönheitskönigin

### Alos
- Alós, Ana (* 1969), spanische Politikerin (Partido Popular)
- Alós, Ricardo (1931–2024), spanischer Fußballspieler
- Alosa, Matthew (* 1972), US-amerikanisch-italienischer Basketballspieler

### Alot
- Alotin, Yardena (1930–1994), israelische Komponistin
- Alott, Robert (1850–1910), österreichischer Landschafts- und Genremaler
- Alotta, Francesca (* 1968), italienische Popsängerin

### Alou
- Alouf, Joseph (1929–2014), französischer Immunologe, Mikrobiologe, Toxikologe und Pharmazeut
- Alounga, Yvan (* 2002), Schweizer Fussballspieler
- Alour, Sophie (* 1974), französische Jazzmusikerin (Saxophon, Komposition)
- Alousi, Maath (* 1938), irakischer Architekt, Stadtplaner, Maler, Fotograf und Autor

### Alov
- Alovisii, Andrea, italienischer Maler

### Alow
- Alow, Alexander Alexandrowitsch (1923–1983), russischer Filmregisseur
- Alowonle, Rilwan (* 1993), nigerianischer Hürdenläufer
- Alowonou, Benoît Comlan Messan (* 1949), togoischer Geistlicher, römisch-katholischer Bischof von Kpalimé

### Aloy
- Aloysia von Liechtenstein (1838–1920), liechtensteinische Adlige, Prinzessin von und zu Liechtenstein
- Aloysius, Bobby (* 1974), indische Hochspringerin

### Aloz
- Alozie, Glory (* 1977), spanische Sprinterin und Hürdenläuferin nigerianischer Herkunft
- Alozie, Michelle (* 1997), US-amerikanisch-nigerianische Fußballspielerin
- Alozie, Niklas (* 2003), österreichischer Fußballspieler